# Horst Janson
Horst Janson (Mainz-Kastel, 4 oktober 1935 – Grünwald, 19 januari 2025) was een Duitse acteur.

## Jeugd en opleiding
Horst Janson was de zoon van een justitieambtenaar en groeide op in Mainz, Bad Soden en Wiesbaden. Hij was reeds als scholier actief in toneelvoorstellingen op school. In 1951 volbracht hij een talententest bij de Frankfurter Bühnengenossenschaft en nam vervolgens toneelonderricht aan de Schauspielschule Genzmer. Na zijn opleiding trad hij op in het Staatstheater Wiesbaden in het drama Lorenzaccio. Hij kreeg een verdere opleiding in de Nachwuchsstudios van de UFA en werd als Morten Schwarzkopf in een verfilming van Die Buddenbrooks (1959) zo bekend, dat hij direct daarna de hoofdrol kreeg in de film …und noch frech dazu.

## Carrière
Met zijn rol in de film Das Glas Wasser (1960) van Helmut Käutner, met Gustaf Gründgens en Liselotte Pulver, oogstte hij waardering. Hij speelde reeds mee van 1967 tot 1969 in Landarzt Dr. Brock, maar zijn eigenlijke doorbraak kwam pas in 1968 met de ARD-tv-serie Salto Mortale, waarin hij de trapezeartiest Sascha Doria vertolkte. In 1970 speelde hij naast Charles Bronson en Tony Curtis in de Engels-Amerikaanse bioscoopproductie You Can't Win 'Em All.
Hij werd bij een breed publiek bekend door zijn rol in de tv-serie Der Bastian (1973), waarin hij ondanks zijn 37-jarige leeftijd, met zijn jeugdig ogende uitstraling de student Bastian speelde. Ongeveer tezelfdertijd speelde Janson mee in Die Zwillinge vom Immenhof (1973) en Frühling auf Immenhof (1974) samen met Heidi Brühl in de latere vervolgen van de populaire Immenhof-films uit de jaren 1950. Janson werkte in de daarop volgende periode aan talrijke Engels-Amerikaanse producties mee, waaronder Breakthrough naast Richard Burton en Robert Mitchum. Noemenswaardig is zijn vroege deelname in de ongewone, door de critici uitgesproken positief ontvangen, Ierse oorlogsfilm The McKenzie Break (1970).
In het begin van de jaren 1980 inspireerde hij een hele generatie kinderen als Horst in Sesamstraße. In 1998 speelde hij in Bad Segeberg Old Shatterhand en in 2001 Old Surehand. Bij de Zuidduitse Karl May Festspiele in de stad Dasing bij Augsburg speelde hij Old Shatterhand in Der Schatz im Silbersee (2006) en in de twee daaropvolgende jaren speelde hij Old Firehand samen met zijn dochter Sarah-Jane. Ook trad Janson als Old Firehand op in Winnetou und Kapitän Kaiman.
In de ARD-tv-reeks Unter weißen Segeln speelde hij in 2004/2005 een kapitein. De serie bracht hem voor vier weken naar Egypte, voor vier weken naar de Griekse eilanden en voor vier weken naar Cuba. In september en november 2008 speelde hij de geestelijke Lehmann in de ZDF-telenovela Wege zum Glück. Van december 2008 tot januari 2009 en van april tot mei 2009 speelde hij Dr. Paul Wielander in de ARD-telenovela Sturm der Liebe. Eveneens in 2009 speelde hij de dementerende Jacob in de film Eines Tages.

## Privéleven
Horst Janson was van 1973 tot 1976 getrouwd met de actrice Monika Lundi. Met haar nam hij het nummer Wir wollen es haben (1975) op, geproduceerd door Michael Kunze, dat echter geen commercieel succes werd. Hij woonde met zijn tweede echtgenote Hella 'Helgardt' Ruthardt en zijn twee volwassen dochters Laura-Marie en Sarah-Jane (ook actrice) in Grünwald bij München.
Janson overleed in januari 2025 op 89-jarige leeftijd aan complicaties bij een beroerte. Bij de bekendmaking van zijn overlijden op 28 januari werd bericht dat hij enige dagen daarvoor was overleden.

## Onderscheidingen
- 1973: Prijs van de krant Sunday Mail als beste acteur in het Engelse tv-spel The Best of Enemies
- 1973: Gouden BRAVO Otto
- 1974: Bambi

## Filmografie (selectie)

### Tv-series en -reeksen
- 1964: Sie schreiben mit – Nicht träumen Marie
- 1965: Sie schreiben mit – Der Besuch
- 1966: Sie schreiben mit – Franziska weiß alles
- 1967: Das Kriminalmuseum – Die rote Maske
- 1968: Sie schreiben mit - Dafür gibt's kein Rezept
- 1968: Sein Traum vom Grand Prix
- 1967–1969: Landarzt Dr. Brock
- 1969–1972: Salto Mortale (18 afleveringen)
- 1970: Sie schreiben mit - Der Job
- 1971: Das Haus am Eaton Place - A Suitable Marriage
- 1971: Der Kapitän
- 1973: Der Bastian (13 afleveringen)
- 1974: Härte 10 (6 afleveringen)
- 1974: Die großen Detective
- 1974: Graf Yoster gibt sich die Ehre - zu hoch hinaus
- 1976: Unter einem Dach - Wanzen
- 1979: Die Protokolle des Herrn M. (13 afleveringen)
- 1980–1984: Sesamstraße
- 1981-1982: Sonderdezernat K1 (5 afleveringen)
- 1984: To Catch a King
- 1987: Ein Fall für TKKG – Spion auf der Flucht
- 1989–1991: Forsthaus Falkenau
- 1990: Blaues Blut (2 afleveringen)
- 1992: Zwei Schlitzohren in Antalya
- 1993: Rosamunde Pilcher: Stürmische Begegnung
- 1993: Großstadtrevier - Bodo (tv-serie)
- 1994: Wildbach
- 1995: Ein Fall für Zwei – Eine offene Rechnung
- 1997: Singles - Besuch aus dem Süden
- 1997: Hallo, Onkel Doc! - Manege frei
- 1997: Küstenwache - Der Lockvogel
- 1999: Die Strandclique - Schlaflos in St. Peter
- 1999: Marienhof
- 2001: Die Wache - Mitten ins Herz
- 2004: In aller Freundschaft - Allein gegen alle
- 2005: Inga Lindström – Der Weg zu dir
- 2005: Unter weißen Segeln - Abschiedsvorstellung
- 2005: Unter weißen Segeln - Odyssee der Herzen
- 2006: Das Traumhotel – Seychellen
- 2006: Unter weißen Segeln – Frühlingsgefühle
- 2006: Unter weißen Segeln – Träume am Horizont
- 2006: Die Rosenheim-Cops – Auf Eis gelegt
- 2006: SOKO 5113 - Schwarze Sonne
- 2006: SOKO Rhein-Main - Pretty Woman
- 2007: SOKO Köln - Bremsversagen
- 2007: Die ProSieben Märchenstunde - Dornröschen - Ab durch die Hecke!
- 2008: Wege zum Glück (2 afleveringen)
- 2008: Unser Mann im Süden - Ausgetrickst
- 2008–2009: Sturm der Liebe
- 2009: Um Himmels Willen (2 afleveringen)
- 2010: In aller Freundschaft - Geständnisse
- 2012: Der letzte Bulle – Ohne Moos nix los
- 2013: Die Pfefferkörner – Der verschwundene Engel
- 2013: Tatort: Borowski und der Engel
- 2014: Familie Dr. Kleist – Die Sache mit der Liebe
- 2014: Großstadtrevier - Teufelsbrück
- 2016: Der Staatsanwalt - Rheingau blutrot
- 2017: SOKO München – Die Schuld der Väter
- 2018: In aller Freundschaft – Unverblümt

### Speelfilms
- 1959: Buddenbrooks (Alfred Weidenmann)
- 1960: Der Teufel hat gut lachen
- 1960: …und noch frech dazu!
- 1960: Das Glas Wasser (Helmut Käutner)
- 1961: Das Riesenrad
- 1961: Ruf der Wildgänse
- 1962: Das Mädchen und der Staatsanwalt
- 1962: Escape from East Berlin
- 1965: Spione unter sich
- 1969: Eine Frau sucht Liebe
- 1969: Der Kerl liebt mich – und das soll ich glauben?
- 1970: The McKenzie Break (Lamont Johnson)
- 1970: You Can't Win 'Em All (Peter Collinson)
- 1971: Der Kapitän
- 1971: Hilfe, die Verwandten kommen
- 1971: Viva la muerte... tua! (Long Live Your Death) (Duccio Tessari)
- 1971: Murphy's War (Peter Yates)
- 1972: La vita a volte è molto dura, vero Provvidenza?
- 1973: Zinksärge für die Goldjungen
- 1973: Crazy – total verrückt
- 1973: Die Zwillinge vom Immenhof
- 1974: Captain Kronos - Vampire Hunter (Brian Clemens)
- 1974: Frühling auf Immenhof
- 1974: Ein toter Taucher nimmt kein Gold
- 1976: Shout at the Devil (Peter R. Hunt)
- 1976: Taxi 4012 (televisieserie)
- 1979: Breakthrough (Andrew V. McLaglen)
- 1979: Steiner - Das eiserne Kreuz II
- 1982: Wie hätten Sie’s denn gern?
- 1984: Danger – Keine Zeit zum Sterben
- 1984: To Catch a King
- 1993: Tierärztin Christine (televisie)
- 2001: Liebe, Tot und viele Kalorien (televisie)
- 2004: Die Wittelsbacher
- 2008: Totgesagte leben länger
- 2009: Böseckendorf – Die Nacht, in der ein Dorf verschwand (tv)
- 2009: Schlaflos (televisie)
- 2009: Eines Tages (film)
- 2011: Flaschendrehen (televisie)
- 2012: Fliegen lernen
- 2021: Das Privileg - Die Auserwählten

## Theater (selectie)
- 2016: Bad Hersfelder Festspiele – Hexenjagd (regie: Dieter Wedel)
- 2017: Kerle im Herbst
- 2022: Bis zum Horizont, dann links! (komedie in de Bayerischer Hof)

- Bibliothèque nationale de France: cb14190084m (data)
- Gemeinsame Normdatei: 131441620
- International Standard Name Identifier: 0000 0000 8000 8555
- Library of Congress Control Number: no2010096604
- Nederlandse Thesaurus van Auteursnamen: 314105352
- SNAC: w6kb71cj
- Virtual International Authority File: 67599614
- WorldCat: E39PBJmXQjXPcjQVy6DPPcfwmd